# エンマ・フォン・アルトドルフ

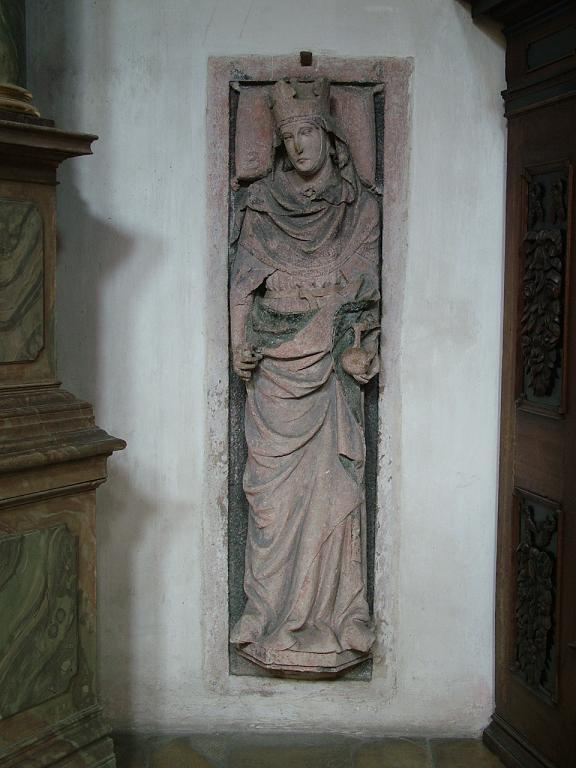
聖エメラム修道院にあるエンマの墓

エンマ・フォン・アルトドルフ（Emma von Altdolf, 808年 - 876年1月31日）またはヘンマ（Hemma）は、827年にルートヴィヒ2世と結婚し、東フランク王妃となった。ヴェルフ家のアルトドルフ伯ヴェルフ1世とハイルヴィヒ・フォン・ザクセン（835年以降没）との間の娘。姉ユーディトはルートヴィヒ2世の父ローマ皇帝ルートヴィヒ1世の2番目の妃であったため、エンマはユーディトにとって実妹であるとともに、義理の娘となった。

## 生涯
エンマに関する文献には、その徳と美しさ、模範的な結婚生活について記されている。エンマは記録にはほとんどあらわれず、従って政治的に重要な役割はほとんど果たしていなかったと考えられ、歴史家のランス大司教ヒンクマールはエンマの長男カールマンへの偏愛を非難している。そして夫ルートヴィヒ2世は－伝えられるところによるとその影響力によって－他の息子らの領地をけずり、カールマンの領地を大幅に広げた。このため三男カール3世主導による反乱が起こったが、和解により終結した。
874年末、エンマは麻痺を発症して話せなくなり、876年1月に死去した。ルートヴィヒ2世はこのときエンマのそばにはおらず、前年にエンマのもとを訪れたのが最後であった。
エンマの埋葬された場所については議論が分かれている。矛盾した中世の記録や状況が特定を難しくしており、聖エメラム修道院かレーゲンスブルクのオーバーミュンスター修道院かで意見が分かれており、今日まで明らかとなっていないが、聖エメラム修道院かオーバーミュンスター修道院のどちらかと考えられている。エンマとオーバーミュンスター修道院との近しい関係は、エンマの死の時まで続いていたと思われるが、同時代の記録は現在墓のある聖エメラム修道院に埋葬されたとしている。
それでもなお、聖エメラム修道院にあるエンマの墓石は13世紀のドイツの重要な彫刻の一つとされている。

## 子女
エンマはルートヴィヒ2世との間に3人の息子と4人の娘をもうけた。
- ヒルデガルド（828年 - 856/9年） - マインのミュンスターシュヴァルツァヒ女子修道院長、チューリヒのフラウミュンスター女子修道院長
- カールマン（830年ごろ - 880年） - 東フランク王（バイエルン王）
- イルムガルド（エルメンガルド）（830年/833年 - 866年） - バイエルンのフラウエンキームゼー女子修道院長
- ルートヴィヒ3世（835年 - 882年） - 東フランク王（ザクセン王）
- カール3世（839年ごろ - 888年） - 東フランク王（アレマニア王）、のちフランク王、ローマ皇帝
- ベルタ（? - 877年） - マインのミュンスターシュヴァルツァヒ女子修道院長、チューリヒのフラウミュンスター女子修道院長
- ギーゼラ（840年 - 891年） - シュヴァーベン宮中伯ベルヒトルト1世と結婚、ドイツ王コンラート1世妃クニグンデの母